# Wahrenholz
Wahrenholz er en lille kommune i den vestlige del af Landkreis Gifhorn i den tyske delstat Niedersachsen. Den ligger i den østlige del af amtet (Samtgemeinde) Wesendorf .

## Geografi
Wahrenholz ligger mellem naturparkerne Südheide og Elm-Lappwald ved floden Ise.
I kommunen ligger disse landsbyer og bebyggelser: Wahrenholz, Betzhorn, Weißes Moor, Weißenberge og Teichgut.